# Željko Musa
Željko Musa (* 8. Januar 1986 in Mostar) ist ein kroatischer Handballtrainer, der in seiner Karriere als Handballspieler auf der Position Kreisläufer eingesetzt wurde.

## Karriere

### Verein
Musa spielte anfangs für RK Medveščak Zagreb und HRK Izviđač Ljubuški. Nachdem Musa ab 2007 für RK Trimo Trebnje aufgelaufen war, wechselte er 2010 zu RK Gorenje Velenje, mit dem er 2012 slowenischer Meister wurde. Anschließend gehörte er dem Kader des polnischen Erstligisten Vive Targi Kielce an, mit dem er 2013, 2014 und 2015 sowohl polnischer Meister als auch polnischer Pokalsieger wurde. Ab 2015 stand er beim deutschen Bundesligisten SC Magdeburg unter Vertrag, mit dem er 2016 den DHB-Pokal sowie 2021 die EHF European League gewann. Musa lief ab der Saison 2021/22 für den kroatischen Erstligisten RK Zagreb auf. Mit Zagreb gewann er 2022 den kroatischen Pokal sowie 2022 und 2023 die Meisterschaft. Zur Saison 2023/24 wechselte er in die Schweiz zum HC Kriens-Luzern.
Nach der Saison 2023/24 beendete Musa seine aktive Karriere und übernahm das Traineramt vom HC Kriens-Luzern. Unter seiner Leitung gewann der HC Kriens-Luzern 2025 den Schweizer Cup.

### Nationalmannschaft
Željko Musa stand im Aufgebot der kroatischen Nationalmannschaft. Bei der Weltmeisterschaft 2013 gewann er mit Kroatien die Bronzemedaille, bei der Europameisterschaft 2020 die Silbermedaille. Er bestritt 152 Länderspiele und warf darin 124 Tore. (Stand: 2. Februar 2023)